# Сангкум
Сангкум Реастр Нійюм (кхмер. សង្គមរាស្ត្រនិយម — Народно-соціалістичне товариство) — політична організація, що існувала в Камбоджі від 1955 до 1971 року. Була заснована принцом Сіануком, який залишався її керівником до самого свого повалення. Незважаючи на те, що організація називала себе «рухом», а не політичною партією, Сангкум перебував при владі в Камбоджі до перевороту 1970 року.

## Історія
2 березня 1955 року Нородом Сіанук несподівано зрікся престолу на користь свого батька — Нородома Сурамаріта. За кілька місяців він очолив уряд і отримав пост міністра закордонних справ. Переконаний в необхідності радикальних змін у державному управлінні й економіці Нородом Сіанук пішов на безпрецедентний для члена королівської родини крок — утворив лівоцентристське суспільно-політичне об'єднання, до складу якого увійшли більшість провідних політичних сил країни (окрім Демократичної партії та прокомуністичної групи Прачеачун).
Сангкум упевнено переміг на перших загальних парламентських виборах і сформував новий уряд. Програмні принципи об'єднання були визначені самим Нородомом Сіануком та були еклектичною доктриною, що поєднувала принципи демократичного соціалізму, ліберальної демократії, націоналізму та монархізму, спрямовуючись на демократизацію камбоджійської монархії та соціалізацію економіки.